# Leveraged management buy-out
Leveraged management buy-out (LMBO) – jeden z modeli wykupu przedsiębiorstw, rodzaj fuzji oparty na wykupie przedsiębiorstwa przez współpracującą z dotychczasowym zarządem firmy grupę inwestycyjną lub dotychczasowy zarząd.
Operacja ta stanowi rodzaj finansowania transakcji z wykorzystaniem dźwigni finansowej, ze środków obcych i kredytów bankowych, trzecią ważną kwestią jest fakt, iż aktywa kupowanego przedsiębiorstwa są najczęściej wykorzystywane do obsługi i spłaty kapitałów obcych.
Przedsiębiorstwo nabyte może zostać podzielone i sprzedane w częściach, nowy zarząd jest najczęściej zainteresowany tylko stroną finansową przedsięwzięcia.
Klasyczny LMBO ma miejsce, gdy w wyniku redukcji kosztów oraz zwiększenia produktywności powstaje przedsiębiorstwo, które powinno być w stanie wygospodarować zysk i spłacić środki obce.